# Art LaFleur
Art LaFleur, född 9 september 1943 i Gary, Indiana, död 17 november 2021 i North Hollywood, var en amerikansk skådespelare.

## Filmografi (urval)
- 1979 – Charlies änglar (TV-serie) (1 avsnitt)
- 1980 – Lödder (TV-serie) (1 avsnitt)
- 1980 – M*A*S*H (TV-serie) (1 avsnitt)
- 1983 – Wargames
- 1984 – The A-Team (TV-serie) (1 avsnitt)
- 1986 – Cobra
- 1986 – Robot nr 5
- 1986 – Spanarna på Hill Street (TV-serie) (1 avsnitt)
- 1987 – Scarecrow and Mrs. King (TV-serie) (1 avsnitt)
- 1988 – Panik
- 1989 – Drömmarnas fält
- 1990 – Air America
- 1990 – Det ljuva livet i Alaska (TV-serie) (1 avsnitt)
- 1991 – Tummen mitt i handen (TV-serie) (1 avsnitt)
- 1992 – Evigt ung
- 1992–1993 – Matlock (TV-serie) (2 avsnitt)
- 1993 – Scottys sommar
- 1994 – Maverick
- 1997 – Baywatch (TV-serie) (1 avsnitt)
- 1997 – Pacific Blue (TV-serie) (1 avsnitt)
- 1997 – Pensacola - vingar av guld (TV-serie) (1 avsnitt)
- 1997 – Lewis & Clark & George
- 1999 – Här är ditt liv, Cory (TV-serie) (1 avsnitt)
- 1999 – På heder och samvete (TV-serie) (1 avsnitt)
- 2000 – Angel (TV-serie) (1 avsnitt)
- 2000 – The Replacements
- 2001–2002 – Advokaterna (TV-serie) (3 avsnitt)
- 2001 – Beethovens fyra
- 2002 – Nu är det jul igen 2
- 2004 – En askungesaga
- 2005 – House (TV-serie) (1 avsnitt)
- 2005 – Malcolm – Ett geni i familjen (TV-serie) (1 avsnitt)
- 2006 – Nu är det jul igen 3
- 2008 – Cold Case (TV-serie) (1 avsnitt)
- 2009 – The Mentalist (TV-serie) (1 avsnitt)